# Іракський султанат
Іракський султанат або Султанат Сельджуків в Іраку (1118—1194 роки) — держава в арабському та аджемському Іраку (Месопотамія і західний Іран) й Закавказзі в зі столицею в Хамадані, яка утворилася внаслідок процесу розпаду Сельджуцької імперії. Султани практично не проводили активної зовнішньої політики, більше опікувалися утримання належних їм володінь. Більшість часу приділяли боротьбі між представниками династії Сельджукидів.

## Історія

### Заснування
Протягом кінця 1090-х років відбувся фактичний розподіл Сельджуцької імперії між братами Мухаммедом I і Ахмадом Санджаром. Останній номінально визнавав владу першого як султана Великих Сельджуків. У 1118 році новий султан Махмуд II вирішив приборкати владу Санджара в Хорасані. Втім на бік останнього перейшов рід Какуїдів, що мав вплив у центральній Персії. В результаті Махмуд II зазнав поразки й вимушений був визнати Санджара султаном Великих Сельджуків, передавши йому Мазендеран, Кум, Дамгас, Рей і Демавенд. У свою чергу Махмуд II став султаном Іраку, куди увійшли землі від кордонів Конійського султанату до Хорасану, а саме Месопотамія (сучасний Ірак), Кавказ з васальними грузинськими, вірменськими державами, Ширваном, Західний Іран (так званий Аджемський Ірак), південна Персія. Столицею Махмуд II обрав місто Гамадан.
З самого початку Сельджуки Іраку стикнулися зі спробою стати незалежними окремих емірів та князів по свій державі. Протягом 1120-х років доводилося придушувати численні повстання. Втім протягом 1121—1125 роках було втрачено Грузію та Ширван, які здобули незалежність, завдавши поразки військам Іракського султанату.

### Боротьба між претендентами
З 1131 році, часу смерті Махмуда II, починається майже безкінечна боротьба за владу між представниками панівної династії, що ще більше послабило центральний уряд та посилило місцевих намісників: емірів та атабеків (вихователів синів з роду Сельджукидів). На деякий час війна припинилася у 1134 році зі сходження на трон Масуда, але вже у 1136 розпочалася з новою силою, що завершилася у 1137 році.
Протягом 1130-х років спалахнуло декілька повстань емірів, що намагалися відокремитися. Користуючись послабленням султанату, багдадські халіфи протягом 112—1138] років повернули собі політичну владу в межах Арабського Іраку, а потім і Хузистана. Водночас стали самостійними Зангіди в Мосулі та Алеппо. Цим скористалися нові претенденти, що виступили проти султана Масуда.
Втім протягом 1147—1148 років вдалося стабілізувати ситуацію. Також було налагоджено стосунки в родині Сельджукидів. В цей же час Іракський султанат став повністю незалежним від султана Великих сельджуків, що зазнав поразка від кара-китаїв. Але вже 1152 році боротьба за владу поновилася й тривала до 1161 року

### Занепад
В XII ст. султанат складався з низки напівнезалежних еміратів. Володарями найбільших з них були Ільдегізіди в Азербайджані, Салгуріди в Фарсі, Хазараспіди в Лурістане, Зангіди в північному Іраку та Алеппо, інші — іменувалися атабеками, що володіли важливими містами. Ільдегізіди, володіючи Азербайджаном, протягом 30 років керували всім Іракським султанатом від імені фактично безвладних Сельджукидів — Арслан-шаха і Тогрула III. У 1194 році володіння іракських Сельджукидів — майже весь Західний Іран — були завойовані військами хорезмшаха Текіша.

## Султани

### Сельджукиди
- Махмуд II, 1118/1119—1131] роки
- Дауд, 1131—1132 роки
- Тогрул II, 1132—1134 роки
- Гіяс ад-Дін Масуд, 1134—1152 роки
- Малік-шах, 1152—1153 роки (вперше)
- Мухаммед, 1153—1159 роки
- Сулейман-шах, 1159—1160 роки (вперше)
- Малік-шах, 1160 рік (вдруге)
- Сулейман-шах, 1160—1161 роки (вдруге)
- Арслан-шах, 1161—1176 роки
- Тогрул III, 1176—1189 роки
- Санджар, 1189—1191 роки

### Ільдегізіди
- Кизил-Арслан, 1191 рік

### Сельджукиди
- Тогрул III, 1191—1194 роки